# Himlens ækvator
 For alternative betydninger, se Ækvator (flertydig). (Se også artikler, som begynder med Ækvator)
Himlens ækvator er projektionen af Jordens ækvator ud på himmelkuglen.
Himlens ækvator danner udgangspunkt for ækvatorsystemet til angivelse af stjernekoordinater. Retningen til en stjerne (eller et andet himmellegeme) gives ved deklination og rektascension. Deklinationen er vinkelhøjden over ækvator, svarende til den geografiske bredde. Rektascensionen svarer til geografisk længde og måles ud fra forårspunktet, den ene skæring med ekliptika, langs himlens ækvator.
Nogle gange anvendes timevinkelen i stedet for rektascensionen. Den måles langs himlens ækvator fra dennes skæringspunkt med meridianen, som ligger over horisonten. På grund af Jordens rotation vokser denne vinkel med tiden.